# K. S. Maniam
K. S. Maniam (n. 1942, Kedah⁠(d), Malaysia – d. 19 februarie 2020) a fost un scriitor indiano-malaezian.